# Atlantisch-Indisches Südpolarbecken
Koordinaten: 60° 0′ S, 15° 0′ W
Das Atlantisch-Indische Südpolarbecken (auch bekannt als Westliches Indisches Südpolarbecken, englisch Atlantic-Indian Basin) ist ein bis 5872 m tiefes Seebecken an der Nahtstelle von Südatlantik und südlichem Indischen Ozean zwischen dem Südausläufer des Südatlantischen Rückens mit der  Bouvetinsel und dem Atlantisch-Indischen-Rücken im Norden, dem Kerguelen-Gaußberg-Rücken im Osten, der Antarktis im Süden und den Südlichen Sandwichinseln im Westen.
Die Benennung des Seebeckens ist seit Juli 1963 vom Advisory Committee on Undersea Features (ACUF) anerkannt.